# زيارة من القديس نيكولاس

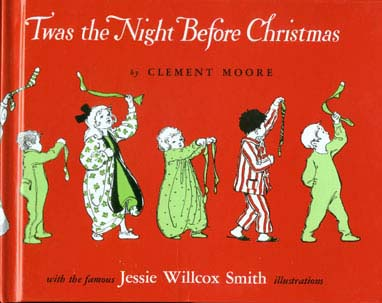

زيارة من القديس نيكولاس (بالإنجليزية: A Visit from St. Nicholas)‏ هي قصيدة شعرية تم إنشائها في سنة 1823 من قبل الشاعر الأمريكي كليمنت كلارك مور، تحكي عن قصة القديس نيكولاس الذي يعطي الهدايا للأطفال أثناء في ليلة عيد الميلاد، وقد كانت هذه القصيدة أساس قصة بابا نويل أو سانتا كلوز.